# 오케가와시
오케가와시(일본어: 桶川市)는 일본 사이타마현 중동부에 있는 시이다. 한때 나카센도의 역참 마을 중 하나인 오케가와슈쿠가 있어 교통의 요충지로 발전했다.

## 지리
사이타마현 중앙부에 위치하고 대부분이 오미야 대지 위에 있다. 시의 중심을 남북으로 국도 17호선, 나카센도, 다카사키선이 통과하고, 동서로 사이타마현도 12호 가와고에-구리바시선이 통과한다.

## 역사
- 1889년 4월 1일 - 오케가와슈쿠와 3개 촌이 합병해 기타아다치군 오케가와정이 되었다.
- 1955년 1월 1일 - 오케가와정과 가노촌이 합병해 새로운 오케가와정이 되었다.
- 1955년 3월 10일 - 오케가와정과 가와타야촌이 합병해 새로운 오케가와정이 되었다.
- 1970년 11월 3일 - 시로 승격하여 오케가와시가 되었다.

## 교통

### 철도
- 동일본 여객철도 다카사키선

### 도로
- 겐오 자동차도
- 국도 제17호선

## 인구
| 연도 | 인구   | ±%     |
| ---- | ------ | ------ |
| 1920 | 11,048 | —      |
| 1930 | 11,732 | +6.2%  |
| 1940 | 12,417 | +5.8%  |
| 1950 | 19,495 | +57.0% |
| 1960 | 21,309 | +9.3%  |
| 1970 | 38,717 | +81.7% |
| 1980 | 55,747 | +44.0% |
| 1990 | 69,029 | +23.8% |
| 2000 | 73,967 | +7.2%  |
| 2010 | 74,715 | +1.0%  |